# Kalasha (langue)
Cet article concerne la langue kalasha. Pour le peuple kalasha, voir Kalash (Chitral).
Pour les articles homonymes, voir Kalasha.
Le kalasha (en kalasha kalashamon) est une langue indo-aryenne du sous-groupe des langues dardiques parlée dans le district de Chitral de la province de Khyber Pakhtunkhwa au Pakistan par 4 500 à 5 000 personnes.

## Classification
La langue est parlée par les Kalashas qui ont la particularité d'être les derniers polythéistes de cette partie du monde. Cela leur a valu le qualificatif péjoratif de Kafirs (infidèles, mécréants) de la part des musulmans. De là, la confusion faite par Grierson qui a classé le kalasha parmi les langues nouristanies de l'ancien Kafiristan, en Afghanistan. Depuis les travaux de Morgenstierne, qui a notamment montré sa proximité avec le khowar, le kalasha est correctement classé parmi les langues dardiques.
Cependant, la conversion à l'Islam progresse, ce qui met la langue en danger. Les Kalashas convertis abandonnent leur langue pour le khowar.